# Кабачник, Мартин Израилевич
Ма́ртин Изра́илевич Каба́чник (1908—1997) — советский химик-органик. Герой Социалистического Труда (1978), академик АН СССР (1958), лауреат Ленинской премии (1974).

## Биография
Родился 27 августа (9 сентября) 1908 года в Екатеринбурге, в семье математика (впоследствии служащего чаеразвесочной фабрики Высоцкого) Израиля Яковлевича Кабачника (1880—?) и зубного врача Пелагеи Мееровны (Мартыновны) Бескиной (1883—?), уроженцев Вильны. Племянник театроведа Эммануила Мартыновича Бескина, литературного критика Осипа Мартыновича Бескина и поэта-сатирика, фельетониста Михаила Мартыновича Бескина.
Окончил 2-й МХТИ в 1931 году. Работал в Лаборатории по исследованию и синтезу растительных и животных веществ АН СССР (ЛАСИН) в области химии гетероциклических соединений, развивая идеи А. Е. Чичибабина, преподавал коллоидную химию в Военно-химической академии на кафедре физической химии, которой руководил Н. А. Шилов. В 1936 году в списке его трудов насчитывалось более 20 статей и авторских свидетельств. Кандидат химических наук (1936) без защиты диссертации. Доктор химических наук (1943).
Член-корреспондент АН СССР (1953), действительный член АН СССР (1958). Создатель и заведующий лабораторией фосфорорганических соединений ИНЭОС РАН (1954). Член КПСС с 1957 года.
В 1961—1964 годах — заместитель председателя Научного совета по элементоорганической химии при Отделении химических наук АН СССР (с 1965 года — председатель). С 1963 года член бюро Отделения общей и технической химии АН СССР.
В 1975 году избран членом Германской академии естествознания «Леопольдина». Член Польского химического общества (с 1978 года), почётный гражданин Лодзи.
Был членом Антисионистского комитета советской общественности (АКСО), учреждённого в 1983 году постановлением ЦК КПСС по предложению КГБ СССР. Целью этого комитета было всестороннее противостояние государству Израиль.
Входил в редколлегии журналов «Вестник Академии наук СССР», «Успехи химии», «Журнал органической химии», «Теоретическая и экспериментальная химия», Phosphorus and Sulfur, «Агрохимия», Synthesis, Реферативного журнала «Химия» и «Биоорганическая химия». С 1976 году член редакционного совета Большой советской энциклопедии.
Умер 15 апреля 1997 года. Похоронен в Москве на Донском кладбище.

## Семья
Сын — доктор физико-математических наук Николай Мартинович Кабачник (род. 1940). Дочь — кандидат химических наук Мария Мартиновна Кабачник (род. 1944), замужем за доктором химических наук В. В. Дерябиным.

## Научная деятельность
Основные труды посвящены развитию химии фосфорорганических соединений и теоретическим вопросам органической химии. Им выполнены исследования в области таутомерии, строения и реакционной способности фосфорорганических соединений, изучено сопряжение в системах с тетраэдрическим атомом фосфора, разработаны новые комплексообразующие реагенты — фосфорорганические комплексоны.
Создал одну из крупнейших в стране научных школ. Также был основателем, активным докладчиком и участником работающего до настоящего времени фосфорорганического коллоквиума ИНЭОС РАН, в задачи которого входят реферирование последней научной литературы, рецензии статей, посылаемых в печать и доклады ведущих учёных по специальным вопросам химии фосфора.
Имел тесные научные связи со многими ведущими учёными мира, выступал с докладами на многочисленных конференциях в СССР и за рубежом.

## Награды и премии
- Герой Социалистического Труда (08.09.1978) — за большие заслуги в развитии химической науки и подготовке кадров и в связи с 70-летием со дня рождения.
- премия имени А. М. Бутлерова (1996) — за цикл работ по фосфор-углеродной прототропной таутометрии
- премия имени А. Н. Несмеянова (1997)
- Сталинская премия первой степени (1946) — за разработку метода получения химических веществ, имеющих важное оборонное значение[2]
- Ленинская премия (1974) — за участие в работе по созданию боевого отравляющего вещества VR, — «советского» аналога VX.
- Государственная премия СССР (1985) — за цикл работ «Синтез, строение, реакционная способность и применение орто-семихиноновых комплексов переходных и непереходных элементов» (1971—1983)
- два ордена Ленина (27.03.1954; 08.09.1978)
- орден Октябрьской Революции (17.09.1975)
- два ордена Трудового красного Знамени (10.06.1945; 17.09.1968)
- медали